# Escherode
Escherode è una frazione (Ortsteil) del comune di Staufenberg, nel land della Bassa Sassonia, in Germania.

## Storia
Già comune autonomo nel circondario di Münden, fu soppresso e incorporato a Uschlag il 1º febbraio 1971; insieme con Uschlag, fu unito a Staufenberg 1º gennaio 1973.